# Klanac (Gospić)
Klanac je naselje u Republici Hrvatskoj, u sastavu Grada Gospića, Ličko-senjska županija. 

## Stanovništvo
Prema popisu stanovništva iz 2001. godine, naselje je imalo 156 stanovnika te 64 obiteljskih kućanstava.

Prema popisu stanovništva 2011. godine naselje je imalo 100 stanovnika.
| broj stanovnika | 762   | 1821  | 1515  | 801   | 887   | 816   | 829   | 735   | 623   | 514   | 441   | 360   | 268   | 228   | 156   | 100   | 89    |
|                 | 1857. | 1869. | 1880. | 1890. | 1900. | 1910. | 1921. | 1931. | 1948. | 1953. | 1961. | 1971. | 1981. | 1991. | 2001. | 2011. | 2021. |

## Poznate osobe
- Šime Starčević, hrv. svećenik, gramatičar (slovničar), pravopisac